# Acacia rigida
Acacia rigida är en ärtväxtart som beskrevs av Bruce R. Maslin. Acacia rigida ingår i släktet akacior, och familjen ärtväxter. Inga underarter finns listade i Catalogue of Life.